# Matthias Osterwold
Matthias Osterwold (* 1950 in Hamburg) ist ein deutscher Kulturmanager, der in Berlin lebt und arbeitet.

## Leben
Osterwold studierte Soziologie, Volkswirtschaft und Stadtforschung in Hamburg sowie in Berlin Musikwissenschaften. Im Jahr 1983 war er einer der Gründer des Freunde Guter Musik Berlin e.V., einer Organisation zur Förderung der Neuen Musik und ist in dessen Vorstand. Seit 1994 ist er gewähltes Mitglied in der Interessenvertretung Rat für die Künste Berlin. Zwischen  1999 und 2001 war er Musikkurator im Zentrum für Kunst und Medientechnologie Karlsruhe. Für das Klangkunst-Festival Sonambiente Berlin war er 1996 und 2006 im künstlerischen Leitungsteam und gehört auch 2021 zu den Veranstaltern. In Berlin und Luzern war er Mitinitiator des Festivals Pfeifen im Walde (1994/97). Von 2001 bis 2014 war er künstlerischer Leiter von MaerzMusik, dem Festival für aktuelle Musik der Berliner Festspiele. 2002 bis 2004 saß er in der Jury des Hauptstadtkulturfonds 2013 bis 2018 war er Leiter der Klangspuren Schwaz. In den Jahren 2018–2020 war Osterwold als Musikkurator der Ruhrtriennale tätig.
Für Terry Fox organisierte er verschiedene Kunstperformances und engagiert sich nach dessen Ableben in der Terry Fox Association.
Der Kunsthistoriker und Kurator Tilman Osterwold war sein Bruder.

## Publikationen
- mit Terry Fox, Eva Schmidt und Bernd Schulz: Works with sound, Arbeiten mit Klang. Kehrer, Heidelberg 1999. ISBN 3-933257-04-2.
- Ghosts and monsters. Technology and personality in contemporary music. In: Leonardo Music Journal. CD Series. Bd. 8, 1998 (CD mit Beiheft).
- Hrsg. zusammen mit Volker Straebel: Pfeifen im Walde. Ein unvollständiges Handbuch zur Phänomenologie des Pfeifens. Podewil, Berlin 1994